# 小行星11520
小行星11520（11520 Fromm）是一颗绕太阳运转的小行星，为主小行星带小行星。该小行星于1991年4月8日发现。

## 轨道参数
小行星11520的轨道半长轴为2.2854682 UA，离心率为0.097。